# Caratê nos Jogos Pan-Americanos de 2015 - Até 50 kg feminino
A categoria até 50 kg feminino foi a mais leve em disputa nas competições do caratê nos Jogos Pan-Americanos de 2015 em Toronto. Foi realizada no Centro Esportivo Mississauga, em Mississauga  no dia 23 de julho.

## Calendário
Horário local (UTC-4).
| Data        | Horário | Fase          |
| ----------- | ------- | ------------- |
| 23 de julho | 14:05   | Primeira fase |
| 23 de julho | 20:05   | Semifinal     |
| 23 de julho | 21:05   | Final         |

## Medalhistas
| Ouro   | DOM Ana Villanueva               |
| Prata  | CHI Gabriela Bruna               |
| Bronze | CAN Jusleen Virk BRA Aline Souza |

## Resultados

### Grupo 1
| Atleta         | Nacionalidade            | J | V | E | D | Pontos | Pontos | Pontos |
| Atleta         | Nacionalidade            | J | V | E | D | PF     | PC     | Dif    |
| -------------- | ------------------------ | - | - | - | - | ------ | ------ | ------ |
| Jusleen Virk   | CAN Canadá               | 3 | 2 | 1 | 0 | 8      | 0      | +8     |
| Ana Villanueva | DOM República Dominicana | 3 | 1 | 2 | 0 | 2      | 1      | +1     |
| Aurimer Campos | VEN Venezuela            | 3 | 1 | 0 | 2 | 2      | 7      | -5     |
| Merly Huamaní  | PER Peru                 | 3 | 0 | 1 | 2 | 0      | 4      | -4     |

|                    | Resultados |                    |
| ------------------ | ---------- | ------------------ |
| PER Merly Huamaní  | 0–0        | DOM Ana Villanueva |
| CAN Jusleen Virk   | 5–0        | VEN Aurimer Campos |
| PER Merly Huamaní  | 0–3        | CAN Jusleen Virk   |
| DOM Ana Villanueva | 2–1        | VEN Aurimer Campos |
| PER Merly Huamaní  | 0–1        | VEN Aurimer Campos |
| DOM Ana Villanueva | 0–0        | CAN Jusleen Virk   |

### Grupo 2
| Atleta          | Nacionalidade      | J | V | E | D | Pontos | Pontos | Pontos |
| Atleta          | Nacionalidade      | J | V | E | D | GF     | GA     | Diff   |
| --------------- | ------------------ | - | - | - | - | ------ | ------ | ------ |
| Aline Souza     | BRA Brasil         | 3 | 2 | 0 | 1 | 4      | 3      | +1     |
| Gabriela Bruna  | CHI Chile          | 3 | 2 | 0 | 1 | 3      | 2      | +1     |
| Cecilia Cuellar | MEX México         | 3 | 1 | 1 | 1 | 2      | 1      | +1     |
| Tyler Wolfe     | USA Estados Unidos | 3 | 0 | 1 | 2 | 0      | 3      | -3     |

|                     | Resultados |                     |
| ------------------- | ---------- | ------------------- |
| BRA Aline Souza     | 0–2        | MEX Cecilia Cuellar |
| CHI Gabriela Bruna  | 1–0        | USA Tyler Wolfe     |
| BRA Aline Souza     | 2–1        | CHI Gabriela Bruna  |
| MEX Cecilia Cuellar | 0–0        | USA Tyler Wolfe     |
| BRA Aline Souza     | 2–0        | USA Tyler Wolfe     |
| MEX Cecilia Cuellar | 0–1        | CHI Gabriela Bruna  |

### Final
|  | Semifinal          | Semifinal          |   |  | Final              | Final |  |
|  |                    |                    |   |  |                    |       |  |
|  |                    |                    |   |  |                    |       |  |
|  | CAN Jusleen Virk   | 1                  |   |  |                    |       |  |
|  | CHI Gabriela Bruna | 1                  |   |  |                    |       |  |
|  |                    |                    |   |  |                    |       |  |
|  |                    |                    |   |  |                    |       |  |
|  |                    |                    |   |  | CHI Gabriela Bruna | 0     |  |
|  |                    | DOM Ana Villanueva | 5 |  |                    |       |  |
|  |                    |                    |   |  |                    |       |  |
|  |                    |                    |   |  |                    |       |  |
|  |                    |                    |   |  |                    |       |  |
|  |                    |                    |   |  |                    |       |  |
|  | DOM Ana Villanueva | 2                  |   |  |                    |       |  |
|  | BRA Aline Souza    | 1                  |   |  |                    |       |  |